# 16. prosinca
16. prosinca (16. 12.) 350. je dan godine po gregorijanskom kalendaru (351. u prijestupnoj godini).
Do kraja godine ima još 15 dana.

## Događaji
- 1866. – Otkriven je spomenik banu Josipu Jelačiću (Zagreb), koji je prvi zagrebački spomenik u bronci, djelo poznatog bečkoga kipara Antona Dominika Fernkorna, a sama svečanost snimljena je na fotografiji Franje Pommera i to je zapravo prva reportažna snimka u Hrvatskoj.
- 1905. – Izdan prvi broj američkog zabavnog tjednika Variety.[1][2]
- 1991. – Formirana je 155. brigada HV Crikvenica, Opatija, Senj, Rab
- 1991. – Počinjen je pokolj u Joševici nad 21 hrvatskim civilom.
- 1998. – Počela je Operacija Pustinjska lisica (Operation Desert Fox). Američke i engleske postrojbe započele su četverodnevno bombardiranje vojnih ciljeva u Iraku i glavnom gradu Bagdadu.

| - 1770. – Ludwig van Beethoven, genijalni njemački skladatelj na prijelazu između klasičnog razdoblja i romantizma, majstor improvizacije i virtuoz na glasoviru († 1827.) - 1857. – Edward Emerson Barnard, američki astronom († 1923.) - 1883. – Károly Kós, mađarski arhitekt († 1977.) - 1896. – Ivan Merz, hrvatski blaženik († 1928.) - 1911. – Dinko Foretić, hrvatski povjesničar († 1995.) - 1934. – Pavle Dešpalj, hrvatski dirigent, skladatelj i akademik († 2021.) - 1951. – Božica Jelušić, hrvatska književnica - 1994. – Tomislav Kušan, hrvatski rukometaš | - 1325. – Karlo Valois, grof Valoisa i titularni Latinski Car (* 1270.) - 1827. – Maksimilijan Vrhovac, zagrebački biskup i mecena (* 1887.) - 1859. – Wilhelm Grimm, njemački književnik i filolog (* 1786.) - 1897. – Alphonse Daudet, francuski književnik (* 1840.) - 1914. – Ivan Zajc, hrvatski skladatelj i dirigent (* 1832.) - 1916. – Honorat Kozminski, poljski katolički svećenik, blaženik (* 1829.) - 1921. – Camille Saint-Saëns, francuski skladatelj (* 1835.) - 1922. – Eliezer Ben-Yehuda, židovski jezikoslovac (* 1858.) - 1965. – William Somerset Maugham, engleski pripovjedač i dramatičar (* 1874.) - 1997 – Oksana Ivanenko, ukrajinska književnica (* 1906.) |

## Blagdani i spomendani
- Dan državnosti u Bangladešu i Kazahstanu